# Shōji Jō
Shōji Jō (jap. 城彰二 Jō Shōji; ur. 17 czerwca 1975 w Muroranie na Hokkaido) – japoński piłkarz, reprezentant kraju grający na pozycji napastnika.

## Kariera klubowa
Jō urodził się w Muroran na wyspie Hokkaido. Profesjonalną karierę rozpoczął w 1994 w zespole JEF United Ichihara Chiba. W debiutanckim sezonie w barwach tej drużyny zagrał w 33 spotkaniach, w których zdobył 12 bramek. Po trzech latach gry dla JEF United, w 1997 został zawodnikiem Yokohama F. Marinos. W sezonach 1997-1999 zdobywał kolejno 12, 25 i 18 bramek, co zwróciło uwagę europejskich drużyn. 
Wiosną 2000 roku hiszpański Real Valladolid wypożyczył Jō. Po rozegraniu 15 spotkaniach, w których zdobył tylko 2 bramki, powrócił do zespołu Marinos. Po powrocie do Japonii zdobył puchar J League Cup w 2001 roku. Łącznie w 116 spotkaniach dla zespołu Marinos strzelił 59 bramek. Sezon 2002 spędził w Vissel Kobe, po czym w 2003 zasilił szeregi drużyny Yokohama FC. Pomógł drużynie w zdobyciu mistrzostwa J2 League w sezonie 2006. Po tym sukcesie zakończył karierę piłkarską. 
| Sezon     | Klub                | Kraj      | Rozgrywki        | Mecze | Bramki |
| --------- | ------------------- | --------- | ---------------- | ----- | ------ |
| 1994      | JEF United          | Japonia   | J1 League        | 33    | 12     |
| 1995      | JEF United          | Japonia   | J1 League        | 43    | 14     |
| 1996      | JEF United          | Japonia   | J1 League        | 23    | 9      |
| 1997      | Yokohama F. Marinos | Japonia   | J1 League        | 21    | 12     |
| 1998      | Yokohama F. Marinos | Japonia   | J1 League        | 31    | 25     |
| 1999      | Yokohama F. Marinos | Japonia   | J1 League        | 25    | 18     |
| 1999/2000 | Real Valladolid     | Hiszpania | Primera Division | 15    | 2      |
| 2000      | Yokohama F. Marinos | Japonia   | J1 League        | 4     | 2      |
| 2001      | Yokohama F. Marinos | Japonia   | J1 League        | 34    | 6      |
| 2002      | Vissel Kobe         | Japonia   | J1 League        | 32    | 3      |
| 2003      | Yokohama FC         | Japonia   | J2 League        | 33    | 12     |
| 2004      | Yokohama FC         | Japonia   | J2 League        | 35    | 8      |
| 2005      | Yokohama FC         | Japonia   | J2 League        | 40    | 12     |
| 2006      | Yokohama FC         | Japonia   | J2 League        | 43    | 12     |

## Kariera reprezentacyjna
Karierę reprezentacyjną rozpoczął 20 września 1995 w meczu przeciwko reprezentacji Paragwaju, przegranym 1:2. Uczestnik Igrzysk Olimpijskich 1996, podczas których zagrał w 3 spotkaniach: z Brazylią, Węgrami oraz Nigerią. W tym samym roku wziął udział w Pucharze Azji, w których zagrał w dwóch spotkaniach z Chinami i Kuwejtem. 
Był ważnym zawodnikiem reprezentacji podczas eliminacji do Mistrzostw Świata 1998, zakończonych awansem do turnieju. Po otrzymaniu powołania na turniej finałowy zagrał w trzech meczach grupowych z Argentyną, Chorwacją i Jamajką. 
Powołany był także na Copa América 1999, gdzie wystąpił w trzech spotkaniach fazy grupowej z Peru, Paragwajem i Boliwią. Po raz ostatni w reprezentacji zagrał 24 marca 2001 w meczu przeciwko Francji, przegranym 0:5. Łącznie Shōji Jō w latach 1995–2001 wystąpił w 35 spotkaniach, w których strzelił 7 bramek.
| Mecze i gole w reprezentacji | Mecze i gole w reprezentacji | Mecze i gole w reprezentacji | Mecze i gole w reprezentacji | Mecze i gole w reprezentacji | Mecze i gole w reprezentacji | Mecze i gole w reprezentacji |
| #                            | Data                         | Miasto                       | Przeciwnik                   | Gol                          | Wynik                        | Rozgrywki                    |
| ---------------------------- | ---------------------------- | ---------------------------- | ---------------------------- | ---------------------------- | ---------------------------- | ---------------------------- |
| 1.                           | 20.09.1995                   | Tokio                        | Paragwaj                     |                              | 1:2                          | towarzyski                   |
| 2.                           | 13.10.1996                   | Kobe                         | Tunezja                      |                              | 1:0                          | towarzyski                   |
| 3.                           | 12.12.1996                   | Al-Ajn                       | Chiny                        |                              | 1:0                          | Puchar Azji 1996             |
| 4.                           | 15.12.1996                   | Al-Ajn                       | Kuwejt                       |                              | 0:2                          | Puchar Azji 1996             |
| 5.                           | 09.02.1997                   | Bangkok                      | Tajlandia                    | Gol                          | 1:1                          | Puchar Króla Tajlandii       |
| 6.                           | 13.02.1997                   | Bangkok                      | Szwecja                      |                              | 0:1                          | Puchar Króla Tajlandii       |
| 7.                           | 15.03.1997                   | Bangkok                      | Tajlandia                    |                              | 1:3                          | towarzyski                   |
| 8.                           | 23.03.1997                   | Maskat                       | Oman                         |                              | 1:0                          | El. MŚ 1998                  |
| 9.                           | 27.03.1997                   | Maskat                       | Nepal                        | Gol                          | 6:0                          | El. MŚ 1998                  |
| 10.                          | 21.05.1997                   | Tokio                        | Korea Południowa             |                              | 1:1                          | towarzyski                   |
| 11.                          | 13.08.1997                   | Osaka                        | Brazylia                     |                              | 0:3                          | towarzyski                   |
| 12.                          | 07.09.1997                   | Tokio                        | Uzbekistan                   | Gol                          | 6:3                          | El. MŚ 1998                  |
| 13.                          | 19.09.1997                   | Abu Zabi                     | Zjednoczone Emiraty Arabskie |                              | 0:0                          | El. MŚ 1998                  |
| 14.                          | 11.10.1997                   | Taszkent                     | Uzbekistan                   |                              | 1:1                          | El. MŚ 1998                  |
| 15.                          | 26.10.1997                   | Tokio                        | Zjednoczone Emiraty Arabskie |                              | 1:1                          | El. MŚ 1998                  |
| 16.                          | 08.11.1997                   | Tokio                        | Kazachstan                   |                              | 5:1                          | El. MŚ 1998                  |
| 17.                          | 16.11.1997                   | Johor Bahru                  | Iran                         | Gol                          | 3:2                          | El. MŚ 1998                  |
| 18.                          | 15.02.1998                   | Adelajda                     | Australia                    |                              | 3:0                          | towarzyski                   |
| 19.                          | 01.03.1998                   | Jokohama                     | Korea Południowa             | Gol                          | 2:1                          | towarzyski                   |
| 20.                          | 07.03.1998                   | Tokio                        | Chiny                        |                              | 0:2                          | towarzyski                   |
| 21.                          | 17.05.1998                   | Tokio                        | Paragwaj                     |                              | 1:1                          | towarzyski                   |
| 22.                          | 24.05.1998                   | Jokohama                     | Czechy                       |                              | 0:0                          | towarzyski                   |
| 23.                          | 03.06.1998                   | Lozanna                      | Jugosławia                   |                              | 0:1                          | towarzyski                   |
| 24.                          | 14.06.1998                   | Tuluza                       | Argentyna                    |                              | 0:1                          | MŚ 1998                      |
| 25.                          | 20.06.1998                   | Nantes                       | Chorwacja                    |                              | 0:1                          | MŚ 1998                      |
| 26.                          | 26.06.1998                   | Lyon                         | Jamajka                      |                              | 1:2                          | MŚ 1998                      |
| 27.                          | 28.10.1998                   | Osaka                        | Egipt                        |                              | 1:0                          | towarzyski                   |
| 28.                          | 31.03.1999                   | Tokio                        | Brazylia                     |                              | 0:2                          | towarzyski                   |
| 29.                          | 29.06.1999                   | Asunción                     | Peru                         |                              | 2:3                          | Copa América 1999            |
| 30.                          | 02.07.1999                   | Asunción                     | Paragwaj                     |                              | 0:4                          | Copa América 1999            |
| 31.                          | 05.07.1999                   | Pedro Juan Caballero         | Boliwia                      |                              | 1:1                          | Copa América 1999            |
| 32.                          | 08.09.1999                   | Jokohama                     | Iran                         |                              | 1:1                          | towarzyski                   |
| 33.                          | 15.03.2000                   | Kobe                         | Chiny                        |                              | 0:0                          | towarzyski                   |
| 34.                          | 06.06.2000                   | Casablanca                   | Jamajka                      | Gol · Gol                    | 4:0                          | towarzyski                   |
| 35.                          | 24.03.2001                   | Saint-Denis                  | Francja                      |                              | 0:5                          | towarzyski                   |

## Sukcesy
Yokohama F. Marinos
- Puchar J League Cup (1) : 2001

Yokohama FC
- Mistrzostwo J2 League (1) : 2006